# 謝啟大
謝啟大（1949年2月10日—），是中華民國政治人物，曾是新黨籍立法委員。

## 家庭背景
1949年（民國38年）出生於江西上饒，並於同年移居臺灣，是安徽繁昌國大代表謝鴻軒的女兒，弟弟為謝啟剛。

## 生平

### 求學時期
1967年畢業於台北市立女子師範學院（今台北市立大學博愛校區）。

### 教師生涯
1970年，轉任臺北市吳興國小教師。

### 在職進修
1975年於國立台灣大學法律學系第二部（夜間部）畢業，並於1980年考入司法官訓練所第18期，在1984年取得國立台灣大學法律學研究所碩士學位。

### 轉換跑道
1981年，擔任宜蘭地方法院法官。1982年，調新竹地方法院法官。1989年，因不滿吳蘇案判決，曾請辭抗議，但之後接受慰留，繼續留在新竹地方法院。
1991年，轉任台灣高等法院花蓮分院法官。

### 投入政壇
1992年，在高新武支持下，以無黨籍參選，擊敗國民黨籍候選人，選上中華民國新竹市選區的立法委員。1993年加入新黨。
1995年，選上中華民國台中市選區的立法委員。任內，曾為《民法親屬編施行法》第6條之1修法之提案委員之一，而該條文可說解決了《民法親屬編》於1985年間夫妻財產制修正後實務上運作之部分問題，並維護兩性平權。
1998年，以新黨籍選上中華民國台中市選區的立法委員，主持SET電視台節目《凡人啟世錄》。
2001年，當選新黨主席。

### 反核四
謝啟大是少數持續抱持反核四立場的泛藍政治人物，陳水扁當選總統後停建核四時、許多泛藍政治人物支持核四、但她卻願意替停建核四辯論。
她在1990年代對核四的批評，在2011年後廣為人知，並成為反核四的重大理由：核四的設計者（奇異）、整合者（台電）、顧問公司（石威公司）、下包商能力都不足，核四的安全性低於其他核電廠。

### 離開台灣
- 2008年，中國國際經濟貿易仲裁委員會上海分會「首席仲裁員」
- 2010年，中華慈善總會國學工程中心志工、顧問。

### 重返政壇
- 2013年，臺北市政府參議，後轉任秘書處專委。
- 2014年中華民國直轄市議員及縣市議員選舉，謝以無黨籍身分在台北市第六選區（大安、文山選區）自行參選第12屆台北市議員（未獲新黨提名）[2]。11月29日，謝啟大僅獲得9,665票，競選失利。

### 參選新黨主席
2017年，謝啟大準備參選新黨主席，但其新黨黨證先前遺失，新党全委会与廉勤会决议以谢启大补缴近期党费之日视为入党之日，发给党证，認定谢启大入党日期為2017年6月8日，導致謝啟大因党龄不足，无法参选新党主席。而謝啟大則稱自己參與新黨運作24年從未缺席，並兩次起訴新黨主席郁慕明，皆敗訴。

## 爭議

### 曾文惠私運美金案
在2000年中華民國總統選舉時，謝啟大在國民黨支持者前指控時任國民黨主席、總統李登輝之妻子曾文惠女士私運美金赴美國，遭美國海關退運。曾文惠提起誹謗官司，法院判決謝啟大有罪，刑事部份徒刑3個月，可易科罰金。民事部份，更一審判決需登報道歉，仍然上訴中。謝啟大在被起訴前，竟離開台灣至中國大陸居留，躲避服刑。2003年11月30日，回到台灣，拒絕繳納罰金，入獄服完刑期，並針對此事出書。
2014年，在卸任檢察總長前夕，黃世銘為謝啟大在私運美金的民事訴訟，提起非常上訴，認為此事可受公評，但被最高法院判決駁回，最高法院認為此事已經過詳細調查，無違法疏失之處。

### 酬庸爭議
2014年5月，臺灣媒體報導移居中國大陸十年的謝啟大，於2013年回到臺灣，並在7月時進入臺北市政府擔任秘書處的專委。由於謝啟大將滿65歲，依照《公務人員任用法》第27條規定：「已屆限齡退休人員，各機關不得進用。」，於是臺北市政府聘用謝啟大的事實引發爭議。同月5日，謝啟大的胞弟出面接受記者訪問，表示謝家父親在生前為每個子女一人購置一件房產，謝啟大自己在北京、上海、桃園縣等地都有房產，呼籲姊姊「別賺不該賺的錢」。謝啟大本人則回應：「不要扯到爸爸，我不是退休，我是再出發。」並表示自己問心無愧。

#### 被報導兩項違法
2014年5月7日，臺灣媒體又報導謝啟大曾請假去法院替人打官司，而依照《中華民國律師法》第31條規定：「律師不得兼任公務員。」；此外，還曾在請假期間上中國鳳凰衛視《一虎一席談》節目當來賓，並因此領取報酬。但根據中華民國《公務員服務法》第14條規定：「公務員除法令所規定外，不得兼任他項公職或業務。其依法令兼職者，不得兼薪及兼領公費。」。
其長官、台北市長郝龍斌對謝啟大身為公務員，卻至中國大陸兼差上節目的行為，表示「不恰當，完全不能接受」。

#### 被要求彈劾與檢討去留
7日，民進黨籍臺北市議員徐佳青向監察院檢舉北市府濫權、圖利個人，要求監察院查明違失，依法糾彈。而臺北市議會也在同日召開專案報告，討論謝啟大晉用案，以及其負責督導婦幼保護業務內之八歲女童餓死案，此日謝啟大請假，不對外界回應。

#### 辭職
2014年5月8日，謝啟大宣布，已在7日口頭請辭北市府專委職務，放棄領取退休金。市長郝龍斌在8日上午已同意。

#### 曝光時各方政治人物評論
- 郝龍斌（時任臺北市長）：任用謝啟大是「適才適所」。[12]
- 陳彥伯（新黨黨籍，時任臺北市議員）：任用謝啟大屬於市長的用人權，若無違法無從置喙。[13]
- 陳政忠（無黨籍，時任臺北市議員）：郝任用謝破壞公平與正義原則，他公開籲謝，基於個人道德社會公義，放棄申領北市府應核發的退休金，否則請郝自發，不要人情大放送。[14]
- 應曉薇（中國國民黨黨籍，時任臺北市議員）：郝市府有特別重用自己人之嫌，市議會不應護短，專案報告結論應送監察院調查。[14]
- 陳永德（中國國民黨黨籍，時任臺北市議員）：任用謝是郝龍斌的個人決定，對郝是好是壞不敢斷言。[5]
- 張茂楠（民主進步黨黨籍，時任臺北市議員）：謝曾任法官，知法玩法，走法律漏洞，屆齡退休可無限期領到老，公平正義盪然無存。[14]
- 林世宗（民主進步黨黨籍，時任臺北市議員）：市府以法條保護謝，謝為此領退職金，是法官最壞的示範。[14]

### 同志蟑螂說
2016年11月24日，她說(影片)（页面存档备份，存于），法務部研究各國同性伴侶的狀況，並沒有把實行同性婚姻的骨牌效應也納入，很多人說「這是少數」，但「如果我看到一隻蟑螂，不表示只有一隻蟑螂，牠後面有幾百隻蟑螂」，代表當這個事件出來的時候，後面有非常多隱性的狀況沒有分析。

### 其他
謝啟大曾因指控時任國民黨主席、總統李登輝之妻子曾文惠女士私運美金赴美國，遭美國海關退運。曾文惠提起誹謗官司，法院判決謝啟大有罪，遭誹謗告訴判刑，但離境三度傳喚不到，遭台北地檢署通緝，後移居中華人民共和國北京市，並任中國國際經濟貿易仲裁委員會上海分會「首席仲裁員」。
謝啟大曾在2000年時，指控李登輝的太太曾文惠女士私運美金赴美國遭美國海關退運，因而被提告誹謗官司，一度離開台灣躲避風頭後，終回台灣服完刑期。這批被謝啟大指稱的以麻繩捆綁的美金現鈔，經美國銀行在台灣的分行追認，使謝啟大難逃坐牢的命運。
2012年2月，謝啟大替曾被提報流氓的前立委羅福助（因涉炒股案遭限制出境）作證，稱「羅不會逃亡」；結果羅福助之後疑似逃亡中國大陸，讓謝相當難堪。
2016年2月，謝啟大參加壹電視政論節目《正晶限時批》談到二二八事件時引用從國史館借出的史料著作指出，《斃俘自新暴徒統計表》中顯示，基隆擊斃台人19人、台北11人、新竹3人、中部7人、南部0人、東部3人，228軍隊清鄉死亡人數一共擊斃43名台灣人，俘虜585人，送交自新3,022人。謝啟大向在場其他來賓表示，這份資料可以被認為是捏造，但謝補充說，當時軍隊必須向上呈報清鄉成果與相關數字，且當時國民黨政府是統治者，「沒有必要造假」。

## 相關著作
- 向歷史討個公道《謝啟大追蹤私運美鈔等弊案疑點》杜朝/著
- 核四締約疑雲（页面存档备份，存于） 謝啟大委員辦公室